# Halvdan Sivertsen
Halvdan Johannes Sivertsen, född 5 januari 1950 i Tromsø, är en norsk sångare, komponist och gitarrist.
Halvdan Sivertsen debuterade 1973 med albumet Halvdan 23 1/2 år och fick sitt stora genombrott 1979 med albumet Nordaførr, som bland annat innehåller den populära "Kjærlighetsvisa". Han är också känd från barn-TV och är politiskt engagerad.
Från 1988 till 1994 var han med i gruppen "Gitarkameratene" (tillsammans med Lillebjørn Nilsen, Jan Eggum och Øystein Sunde). Han har fått sex Spellemannpriser, två av dem med Gitarkameratene. Han har gett ut visböcker och haft en rad låtar och album på de norska listorna.

## Diskografi

### Soloalbum
- Halvdan 23 1/2 år (1973)
- Utsikt minus innsikt gir tilnærmet blindhet fra toppen av pyramiden (1975)
- Nordaførr (1979)
- Liv laga (1981)
- Sangen om i morra (1982)
- Labbetusseviser (Halvdan & Vibeke) (1983)
- Amerika (1985)
- Ny & naken (1987)
- Førr ei dame (1989)
- Hilsen Halvdan (1991)
- Kjærlighetslandet (1994)
- Helt Halvdan (1996)
- Tvil, håp og kjærlighet (2001)
- Frelsesarmeens Juleplate 2003 (med The New York Staff Band) (2003)
- 40+ (2005)
- Mellom oss (2008)
- Gjør det så gjerne (2012)
- Ennu ikke landa (2017)

### Med Gitarkameratene
- Gitarkameratene (1989) (livealbum)
- Typisk norsk (1990)
- Kanon! (2010) (livealbum)